# Radon-222
Radon-222 of 222Rn, voorheen radiumemanatie, is een instabiele radioactieve isotoop van radon, een edelgas. Van de isotoop komen er op Aarde sporen voor.
Radon-222 kan ontstaan door radioactief verval van astaat-222 en radium-226.
{\displaystyle {\ce {{^{222}_{85}At}->{^{222}_{86}Rn}+{e^{-}}+{\bar {\nu }}_{e}}}}
{\displaystyle {\ce {{^{226}_{88}Ra}->{^{222}_{86}Rn}+\,_{2}^{4}\alpha }}}

## Radioactief verval
Radon-222 vervalt onder uitzending van alfastraling naar de radio-isotoop polonium-218:
{\displaystyle {\ce {{^{222}_{86}Rn}->{^{218}_{84}Po}+\,_{2}^{4}\alpha }}}
De halveringstijd bedraagt 3,8 dagen. 
193Rn · 194Rn · 195Rn · 195mRn · 196Rn · 197Rn · 197mRn · 198Rn · 199Rn · 199mRn · 200Rn · 201Rn · 201mRn · 202Rn · 203Rn · 203mRn · 204Rn · 205Rn · 206Rn · 207Rn · 207mRn · 208Rn · 209Rn · 209m1Rn · 209m2Rn · 210Rn · 210m1Rn · 210m2Rn · 210m3Rn · 211Rn · 212Rn · 213Rn · 214Rn · 214mRn · 215Rn · 216Rn · 217Rn · 218Rn · 219Rn · 220Rn · 221Rn · 222Rn · 223Rn · 224Rn · 225Rn · 226Rn · 227Rn · 228Rn · 229Rn · 230Rn · 231Rn